# My Dinosaur Life
My Dinosaur Life es el cuarto álbum de estudio de la banda Motion City Soundtrack, publicado por  Columbia Records el 19 de junio de 2010. Este es el primer álbum de la banda en publicarse en un sello importante, después de retirarse de  Epitaph Records en junio del 2008. El álbum fue producido nuevamente por el bajista de Blink-182 Mark Hoppus.
El álbum debutó en el puesto número 15 del US Billboard 200, con cerca de 30,000 copias vendidas en su primera semana.

## Lista de canciones
1. "Worker Bee" — 2:25
2. "A Lifeless Ordinary (Need a Little Help)" — 3:23
3. "Her Words Destroyed My Planet" — 3:38
4. "Disappear" — 3:12
5. "Delirium" — 3:29
6. "History Lesson" — 2:35
7. "Stand Too Close" — 2:48
8. "Pulp Fiction" — 3:53
9. "@!#?@!" — 3:00
10. "Hysteria" — 3:05
11. "Skin and Bones" — 3:36
12. "The Weakends" — 4:48

### Bonus tracks
1. "Sunny Day" - 3:10

### Deluxe edition bonus disc
1. "A Lifeless Ordinary (Need a Little Help)" (Alternate version) — 3:20
2. "Pulp Fiction" (Alternate Version) — 3:23
3. "So Long Farewell" — 3:07
4. "Worker Bee" (Alternate Version) — 2:36
5. "Disappear" (Alternate Version) — 4:07

## Créditos

### Banda
- Justin Pierre - Vocalista, guitarra.
- Joshua Cain - Guitarra, segunda voz.
- Jesse Johnson - Moog, teclado.
- Matthew Taylor - Bajo, percusión, piano, segunda voz.
- Tony Thaxton - Batería

### Producción
- Mark Hoppus - productor
- Joe Ledbetter - arte
- Christopher Holmes - Ingeniero